# Þorsteinn Sæmundsson (Politiker)

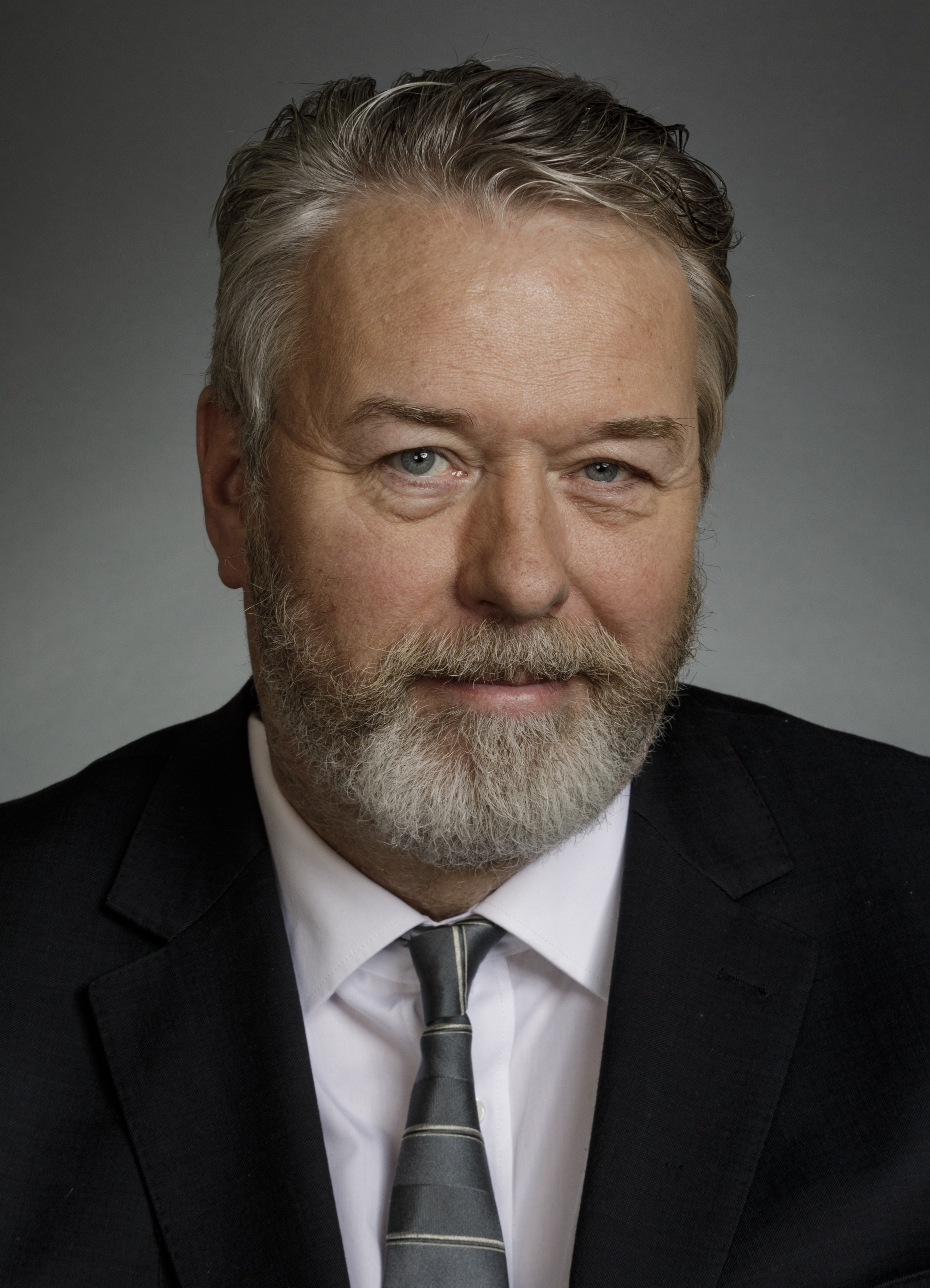
Þorsteinn Sæmundsson, 2017

Þorsteinn B. Sæmundsson (deutsche Transkription Thorsteinn B. Saemundsson, * 14. November 1953 in Reykjavík) ist ein isländischer Politiker der Zentrumspartei. Bis September 2017 war er Mitglied der Fortschrittspartei. Er gehörte von 2013 bis 2016 und erneut seit der Wahl im Herbst 2017 bis 2021 dem isländischen Parlament Althing an.

## Leben
Þorsteinn schloss zunächst eine kaufmännische Ausbildung an der Isländischen Handelsschule (Verzlunarskóli Íslands) ab. Von 1971 bis 1977 war er beim isländischen Genossenschaftsverband Samband íslenskra samvinnufélaga tätig, danach als Kaupfélag-Leiter und in anderen Funktionen im Handelswesen. Von 1997 bis 2007 war er Bürochef des Polizeivorstehers am Flughafen Keflavík und von 2007 bis 2013 Sachbearbeiter im Finanzbereich des isländischen Umweltministeriums. 2004 erwarb er einen Abschluss in Betriebswirtschaftslehre vom Weiterbildungsinstitut EHÍ der Universität Island.
Seit der isländischen Parlamentswahl vom 27. April 2013 war Þorsteinn Abgeordneter des isländischen Parlaments Althing für den Südwestlichen Wahlkreis. Er gehörte dem parlamentarischen Ausschuss für Gewerbeangelegenheiten an und stand an fünfter Stelle der Parlaments-Vizepräsidentschaft des Althing. Seit 2015 gehörte er der isländischen Delegation im Westnordischen Rat an. Zur vorgezogenen Parlamentswahl vom 29. Oktober 2016 ist Þorsteinn Sæmundsson nicht mehr angetreten. Im September 2017 ist er aus der Fortschrittspartei ausgetreten und hat sich der Zentrumspartei (Miðflokkurinn), einer Abspaltung der Fortschrittspartei, angeschlossen. Für diese ist er erfolgreich im Wahlkreis Reykjavík Süd zur vorgezogenen Wahl vom 28. Oktober 2017 angetreten und war danach noch bis 2021 Abgeordneter des Althing.